# Cerinthe retorta
Cerinthe retorta là loài thực vật có hoa trong họ Mồ hôi. Loài này được Sm. mô tả khoa học đầu tiên năm 1836.